# جاك ماكليلاند
جاك ماكليلاند (بالإنجليزية: Jack McClelland)‏ هو لاعب كرة قدم بريطاني في مركز حراسة المرمى، ولد في 19 مايو 1940 في لورغان ‏ في المملكة المتحدة، وتوفي بنفس المكان في 15 مارس 1976 بسبب سرطان. شارك مع منتخب أيرلندا الشمالية لكرة القدم. أما مع النوادي، فقد لعب مع غلينافون ونادي أرسنال ونادي بارنت ونادي فولهام ونادي لينكولن سيتي.